# Calepina irregularis
Calepina irregularis é uma espécie de planta com flor pertencente à família Brassicaceae. Trata-se de um terófito, ou seja, de uma planta anual. Tem como sinónimos científicos Calepina corvini Desv. e Laelia irregularis Samp.
A autoridade científica da espécie é (Asso) Thell., tendo sido publicada em Flora der Schweiz (ed. 2) 1: 218. 1905.
Dá pelo nome comum de erva-dos-prados.
A erva-dos-prados tem uma larga margem de distribuição, pululando ao longo da orla mediterrânica, abarcando o Norte de África, a Península Ibérica e o grosso da Europa Austral, bem como grassando, ainda, pela Europa Central e Ocidental, assim como pela Ásia Menor, pelo Irão e inclusive pela orla do mar Cáspio. 
Nos seus principais focos de povoação, a erva-dos-prados medra entre povoações vegetais da classe Agropyretea

## Portugal
Trata-se de uma espécie presente no território português, nomeadamente nas zonas da Terra Fria Transmontana, do Nordeste Ultrabásico e, em pequenas comunidades, no Centro-Leste de Campina de Portugal Continental.
Em termos de naturalidade é nativa da região atrás indicada.

## Ecologia
Trata-se de uma espécie ruderal, que privilegia os habitats em terrenos sáfaros, os prados sitos em terrenos pobres em compostos nitrogenados, amiúde nas cercanias de florestas, em locais húmidos e abixeiros.
Também se dá bem em courelas cultivadas.
Não se encontra protegida por legislação portuguesa ou da Comunidade Europeia.